# Jonas Bøgelund
Jonas Bøgelund er en dansk fodbolddommer, der siden 2020 har dømt i den danske 1. division. Jonas havde sin debut som 1. division dommer den 19. juli 2020 i en kamp mellem Kolding IF og Fremad Amager. Han har tidligere været dommer i U19 Drenge Ligaen, DBU Pokalen og 2. division. Han har også dømt få kampe i Reserveligaen, Future Cup og U19 Drenge Divisionen. Han har også været dommer i Superettan, den næstbedste række i Sverige, og Ykkösliiga, den næstbedste række i Finland.